# Pinar Touba
Pinar Touba (* 15. März 1988 in Lüdenscheid als Pinar Yilmaz, türkisch Pınar Yılmaz) ist eine türkisch-deutsche Amateurboxerin im Fliegengewicht.

## Leben und Wirken
Sie startet für den ASV Wuppertal. Pinar Touba wurde 2005 und 2006 Deutsche Juniorenmeisterin, sowie 2007, 2010, 2011, 2013 und 2015 Deutsche Meisterin der Elite.
Bei den 6. Europameisterschaften 2007 in Vejle, schied sie im Viertelfinale gegen die Ukrainerin Ludmila Hrytsay aus.
Bei den 6. Weltmeisterschaften 2010 in Bridgetown, schied sie bereits in der ersten Runde gegen die Ukrainerin Tatyana Kob aus.
Ein Höhepunkt ihrer Amateurkarriere sollte ihre Teilnahme an den Olympischen Sommerspielen 2012 in London werden, den ersten Olympischen Spielen, bei denen Frauenboxen ausgetragen wurde. Sie scheiterte jedoch in einem Qualifikationskampf zur Teilnahme an den Weltmeisterschaften in China, wo die Startplätze für Olympia vergeben wurden, an ihrer deutschen Rivalin Azize Nimani mit 11:14 nach Punkten.
2015 heiratete sie den Boxer Hamza Touba. Sie zog nach Heidelberg, um wie ihr Gatte dort am Olympiastützpunkt zu trainieren.
Weitere Ergebnisse
- Dezember 2007: 3. Platz bei den 2. EU-Meisterschaften in Lille[11]
- August 2008: 3. Platz bei den 3. EU-Meisterschaften in Liverpool[12]
- August 2008: 3. Platz bei den Deutschen Meisterschaften in Eichstätt[13]
- Oktober 2009: 3. Platz bei den Deutschen Meisterschaften in Görwihl[14]
- April 2010: 3. Platz beim 1. Internationalen Turkish Prime Ministry Tournament in Ankara[15]
- Juni 2010: 3. Platz beim Internationalen Minoan Womens Cup in Iraklio[16]
- März 2013: 1. Platz beim 5. Girls Box Cup in Hamburg[17]

## Auszeichnungen
- 2006 – Wuppertaler Triangulum in Gold als zweifache Deutsche Box-Juniorenmeisterin